# Hannes Pichler (Naturbahnrodler)
Hannes Pichler ist ein ehemaliger italienischer Naturbahnrodler und heutiger Trainer.

## Werdegang
Pichler startete bei der Naturbahnrodel-Europameisterschaft 1989 in Garmisch-Partenkirchen gemeinsam mit Roland Niedermair im Doppelsitzer und landete auf Rang neun. Ein Jahr später gewann er bei der Naturbahnrodel-Weltmeisterschaft 1990 in Gsies gemeinsam mit seinem Partner Andreas Jud die Goldmedaille im Doppelsitzer. Für Pichler war es der einzige Titel und zugleich auch die einzige Medaille bei Welt- und Europameisterschaften. Bei der im folgenden Jahr stattfindenden Naturbahnrodel-Europameisterschaft 1991 in Völs am Schlern startete er im Einzel und verpasste als Vierter nur knapp eine Medaille.
Nach dem Ende seiner aktiven Karriere übernahm Pichler den Posten des Trainers der italienischen Nachwuchs-Naturbahnrodler.